# Garth Murray
Pour les articles homonymes, voir Murray.
Garth Murray (né le 17 septembre 1982 à Regina en Saskatchewan au Canada) est un joueur professionnel canadien de hockey sur glace,.

## Carrière de joueur
Il a été repêché par les Rangers de New York lors du repêchage d'entrée dans la LNH 2001, à la 79e position. Garth Murray a entamé sa carrière à New York où il ne joua que 20 matchs lors de la saison 2003-2004 avant d'être échangé aux Canadiens de Montréal en retour de Marcel Hossa.
Au cours de la saison 2006-2007, il réussit à se tailler un poste semi-permanent sur le quatrième trio de l'équipe, en alternance avec le dur-à-cuire Aaron Downey.Durant son passage avec le Canadiens, il aura également évolué avec leur club-école, les Bulldogs de Hamilton. Il sera réclamé au ballotage par les Panthers de la Floride, le 13 novembre 2007. Il ratera le reste de la saison 2007-2008 en raison d'un combat contre Chris Neil, le dur à cuire des Sénateurs d'Ottawa.

## Statistiques
| Saison     | Équipe                   | Ligue      |     | Saison régulière | Saison régulière | Saison régulière | Saison régulière | Saison régulière |   | Séries éliminatoires | Séries éliminatoires | Séries éliminatoires | Séries éliminatoires | Séries éliminatoires |
| Saison     | Équipe                   | Ligue      | PJ  | B                | A                | Pts              | Pun              | PJ               | B | A                    | Pts                  | Pun                  |                      |                      |
| 1997-1998  | Pats de Regina           | LHOu       | 4   | 0                | 0                | 0                | 2                | 2                | 0 | 0                    | 0                    | 0                    |                      |                      |
| 1998-1999  | Pats de Regina           | LHOu       | 60  | 3                | 5                | 8                | 101              | -                | - | -                    | -                    | --                   |                      |                      |
| 1999-2000  | Pats de Regina           | LHOu       | 68  | 14               | 26               | 40               | 155              | 7                | 1 | 1                    | 2                    | 7                    |                      |                      |
| 2000-2001  | Pats de Regina           | LHOu       | 72  | 28               | 16               | 44               | 183              | 6                | 1 | 1                    | 2                    | 10                   |                      |                      |
| 2001-2002  | Pats de Regina           | LHOu       | 62  | 33               | 30               | 63               | 154              | 6                | 2 | 3                    | 5                    | 9                    |                      |                      |
| 2001-2002  | Wolf Pack de Hartford    | LAH        | 4   | 0                | 0                | 0                | 0                | 9                | 1 | 3                    | 4                    | 6                    |                      |                      |
| 2002-2003  | Wolf Pack de Hartford    | LAH        | 64  | 10               | 14               | 24               | 121              | 2                | 0 | 0                    | 0                    | 6                    |                      |                      |
| 2003-2004  | Wolf Pack de Hartford    | LAH        | 63  | 11               | 11               | 22               | 159              | 16               | 0 | 4                    | 4                    | 29                   |                      |                      |
| 2003-2004  | Rangers de New York      | LNH        | 20  | 1                | 0                | 1                | 24               | -                | - | -                    | -                    | -                    |                      |                      |
| 2004-2005  | Wolf Pack de Hartford    | LAH        | 55  | 4                | 5                | 9                | 182              | 5                | 1 | 0                    | 1                    | 8                    |                      |                      |
| 2005-2006  | Bulldogs de Hamilton     | LAH        | 26  | 1                | 1                | 2                | 46               | -                | - | -                    | -                    | -                    |                      |                      |
| 2005-2006  | Canadiens de Montréal    | LNH        | 36  | 5                | 1                | 6                | 44               | 6                | 0 | 0                    | 0                    | 0                    |                      |                      |
| 2006-2007  | Canadiens de Montréal    | LNH        | 43  | 2                | 1                | 3                | 32               | -                | - | -                    | -                    | -                    |                      |                      |
| 2007-2008  | Canadiens de Montréal    | LNH        | 1   | 0                | 0                | 0                | 0                | -                | - | -                    | -                    | -                    |                      |                      |
| 2007-2008  | Panthers de la Floride   | LNH        | 6   | 0                | 0                | 0                | 19               | -                | - | -                    | -                    | -                    |                      |                      |
| 2008-2009  | Rampage de San Antonio   | LAH        | 64  | 11               | 10               | 21               | 146              | -                | - | -                    | -                    | -                    |                      |                      |
| 2008-2009  | Coyotes de Phoenix       | LNH        | 10  | 0                | 0                | 0                | 12               | -                | - | -                    | -                    | -                    |                      |                      |
| 2009-2010  | Heat d'Abbotsford        | LAH        | 80  | 9                | 22               | 31               | 169              | 13               | 1 | 2                    | 3                    | 34                   |                      |                      |
| 2010-2011  | Salmon Kings de Victoria | ECHL       | 8   | 2                | 1                | 3                | 23               | -                | - | -                    | -                    | -                    |                      |                      |
| 2010-2011  | Moose du Manitoba        | LAH        | 55  | 6                | 5                | 11               | 90               | 13               | 0 | 1                    | 1                    | 42                   |                      |                      |
| 2011-2012  | IceCaps de Saint-Jean    | LAH        | 62  | 3                | 10               | 13               | 112              | 15               | 1 | 3                    | 4                    | 29                   |                      |                      |
| Totaux LNH | Totaux LNH               | Totaux LNH | 116 | 8                | 2                | 10               | 131              | 6                | 0 | 0                    | 0                    | 0                    |                      |                      |